# Bellewood
Bellewood és una població dels Estats Units a l'estat de Kentucky. Segons el cens del 2000 tenia 300 habitants.

## Demografia
Segons el cens del 2000, Bellewood tenia 300 habitants, 121 habitatges, i 80 famílies. La densitat de població era de 1.447,9 habitants/km².
Dels 121 habitatges en un 35,5% hi vivien nens de menys de 18 anys, en un 57% hi vivien parelles casades, en un 9,9% dones solteres, i en un 33,1% no eren unitats familiars. En el 30,6% dels habitatges hi vivien persones soles l'11,6% de les quals corresponia a persones de 65 anys o més que vivien soles. El nombre mitjà de persones vivint en cada habitatge era de 2,48 i el nombre mitjà de persones que vivien en cada família era de 3,17.
Per edats la població es repartia de la següent manera: un 30,3% tenia menys de 18 anys, un 4,7% entre 18 i 24, un 30,3% entre 25 i 44, un 21,7% de 45 a 60 i un 13% 65 anys o més.
L'edat mediana era de 36 anys. Per cada 100 dones de 18 o més anys hi havia 77,1 homes.
La renda mediana per habitatge era de 88.708 $ i la renda mediana per família de 97.197 $. Els homes tenien una renda mediana de 60.500 $ mentre que les dones 36.000 $. La renda per capita de la població era de 39.498 $. Cap de les famílies i el 0,3% de la població estaven per davall del llindar de pobresa.

## Poblacions més properes
El següent diagrama mostra les poblacions més properes.